# Paretovo načelo
Paretovo načelo je odkril Vilfredo Pareto, italijanski ekonomist in sociolog.
Leta 1906 je opazil, da ima 20 % ljudi v Italiji v lasti 80 % lastnine. To so kasneje (Joseph M. Juran in drugi) posplošili v Paretovo načelo ali pravilo 20/80 (tudi 80/20):
Za mnoge pojave velja, da 20 % vzrokov povzroči 80 % posledic.
Primer: pri iskanju informacij glavnino (80 %) informacij najdemo v manjšini časa (20 %).